# Isabella Laughland
Isabella Laughland (Hammersmith, 24 de agosto de 1991) es una actriz británica. Es conocida por  interpretar el personaje de Leanne en la saga de películas de Harry Potter; Harry Potter y el Principe Mestizo y Harry Potter y las Reliquias de la Muerte.

## Filmografía

### Cine
- 2009 - Harry Potter y el Principe Mestizo......................................Leanne.
- 2010 - Harry Potter y las Reliquias de la Muerte.......................................Leanne.

### Televisión
- 2009 - The Inbetweeners (1 episodio) ........................Louise Graham
- 2011 - Black Mirror (1 episodio) ........................Swift Episodio 2 de la 1ª temporada, "Fifteen Million Merits"

- Datos: Q9009427